# Takami Takeuchi
Takami Takeuchi (竹内高美?, Takeuchi Takami; Aichi, 17 agosto 1971) è un'ex cestista giapponese.

## Carriera
Con il Giappone ha disputato due edizioni dei Campionati del mondo (1990, 1994).